# توم جينينغز
توم جينينغز (بالإنجليزية: Tom Jennings)‏ (8 مارس 1902 في المملكة المتحدة - 2 يوليو 1973 في المملكة المتحدة) هو مدرب كرة قدم ولاعب كرة قدم بريطاني (وحمل سابقاً جنسية المملكة المتحدة لبريطانيا العظمى وأيرلندا) في مركز الهجوم. لعب مع توتنهام هوتسبير وريث روفرز وليدز يونايتد ونادي بانغور سيتي ونادي تشستر سيتي.